# Leopold Querfeld
Leopold Querfeld, född 20 december 2003 i Wien, är en österrikisk fotbollsspelare som spelar för Union Berlin och Österrikes herrlandslag i fotboll.